# NGC 3520
NGC 3520 (również PGC 33648) – galaktyka eliptyczna (E1/P), znajdująca się w gwiazdozbiorze Pucharu. Odkrył ją w 1886 roku Francis Leavenworth. Galaktyka ta w zasadzie stanowi układ dwóch zderzających się galaktyk.
Identyfikacja obiektu NGC 3520 nie jest pewna, gdyż pozycja podana przez Leavenwortha jest niedokładna. Według bazy SIMBAD NGC 3520 to galaktyka PGC 33581 (LEDA 33581).